# São Cristóvão e São Lourenço
São Cristóvão e São Lourenço era una freguesia portuguesa del municipio de Lisboa, distrito de Lisboa.

## Historia
Fue suprimida el 8 de noviembre de 2012, en aplicación de una resolución de la Asamblea de la República portuguesa al unirse con las freguesias de Castelo, Madalena, Mártires, Sacramento, Santa Justa, Santiago, Santo Estêvão, São Miguel, São Nicolau, Sé y Socorro, formando la nueva freguesia de Santa Maria Maior.

## Patrimonio
- Pazos de San Cristóbal (Portal lateral)
- Iglesia de San Cristóbal
- Casa de João das Regras
- Palacio del Marqués de Tancos